# Actors Studio
De Actors Studio is een organisatie waarvan professionele acteurs, theaterregisseurs en scenarioschrijvers lid kunnen worden. De vereniging werd opgericht op 5 oktober 1947 door Elia Kazan, Cheryl Crawford, Robert Lewis en Anna Sokolow, die er een opleiding aanboden aan acteurs die lid werden. Lee Strasberg voegde zich nadien ook bij de oorspronkelijke oprichters in 1951 tot zijn overlijden in 1982. De huidige leiding is in handen van Al Pacino, Ellen Burstyn en Harvey Keitel. De Actors Studio is vermoedelijk best gekend voor haar inspanningen om de methodiek van method-acting te verfijnen en te trainen, een methode die afstamt van het vernieuwend werk van Konstantin Stanislavski. De Actors Studio biedt een gesloten groep waar acteurs onder elkaar zijn, risico's kunnen nemen en hun talenten ontwikkelen zonder de druk van de buitenwereld of commerciële rollen.
In 1955 verhuisde de organisatie naar haar huidige locatie in 432 West 44th Street in de wijk Hell's Kitchen (ook gekend als Clinton) van Manhattan in New York in het gebouw van de voormalige 7th Associate Presbyterian Church, een gebouw uit 1859.
In 1967 werd het meer en meer duidelijk dat een belangrijk deel van de acteurs zich vestigde in Californië, en hoewel Lee Strasberg oorspronkelijk niet enthousiast was, werd dat jaar een dependance geopend in West Hollywood. De huidige leiding van de afdeling aan de westkust is in handen van Martin Landau en Mark Rydell.

## Gekende acteurs actief in de Actors Studio
A
- Edie Adams
- Edward Albee
- Bea Arthur

B
- Barbara Bain
- Carroll Baker
- Alec Baldwin
- James Baldwin
- Martin Balsam
- Anne Bancroft
- Ellen Barkin
- Susan Batson
- Tobin Bell
- Richard Beymer
- Edward Binns
- Richard Boone
- Sully Boyar
- Lorraine Bracco
- Marlon Brando
- Jacqueline Brookes
- Roscoe Lee Browne
- Ellen Burstyn
- Tony Burton

C
- Hayden Christensen
- Odessa Cleveland
- Montgomery Clift
- Lee J. Cobb
- Nicholas Colasanto
- Michael Conrad
- Bradley Cooper
- Joan Copeland

D
- Clifford David
- Altovise Davis
- James Dean
- Tim DeKay
- Rebecca De Mornay
- Robert De Niro
- Bruce Dern
- Laura Dern
- Seamus Dever
- Bradford Dillman
- Vincent D'Onofrio
- Betsy Drake
- Olympia Dukakis
- Keir Dullea
- Faye Dunaway
- Charles Durning
- Robert Duvall

E
- Stephen Elliott
- Cary Elwes

F
- Betty Field
- Sally Field
- Jane Fonda
- John Forsythe
- Anthony Franciosa
- George Furth

G
- Anna Galiena
- Rita Gam
- Andy García
- Vincent Gardenia
- Allen Garfield
- Lorraine Gary
- George Gaynes
- Ben Gazzara
- Michael V. Gazzo
- Robert Ginty
- Paul Gleason
- Scott Glenn
- John Goodman
- Lee Grant
- Kathy Griffin
- Charles Grodin
- David Groh

H
- Gene Hackman
- Barbara Harris
- Julie Harris
- Lance Henriksen
- Steven Hill

- Pat Hingle
- Dustin Hoffman
- Philip Seymour Hoffman
- Celeste Holm
- Anthony Hopkins
- Dennis Hopper
- Michael Howard
- Kim Hunter

J
- Anne Jackson
- William Joyce

K
- Elia Kazan
- Lainie Kazan
- Harvey Keitel
- Sally Kellerman
- Bruno Kirby
- Sally Kirkland
- Shirley Knight

L
- Diane Ladd
- Martin Landau
- Stephen Lang
- Cloris Leachman
- Ron Leibman
- Melissa Leo
- Robert Lewis
- Viveca Lindfors
- Robert Loggia
- Jack Lord
- Tina Louise
- Sidney Lumet

M
- Andie MacDowell
- Norman Mailer
- Karl Malden
- Nancy Marchand
- Mark Margolis
- William Marshall
- Jean-Baptiste Maunier
- Walter Matthau
- Kevin McCarthy
- Peggy McCay
- Rue McClanahan
- Ruth McDevitt
- Darren McGavin
- Steve McQueen
- Anne Meara
- Burgess Meredith
- Sylvia Miles
- Tomas Milian
- Allan Miller
- Liza Minnelli
- Marilyn Monroe
- Michael Moriarty
- Zero Mostel
- Rosemary Murphy
- Mike Myers

N
- Patricia Neal
- Paul Newman
- Julie Newmar
- Nico
- Mike Nichols
- Jack Nicholson
- Leslie Nielsen
- James Noble

O
- Carroll O'Connor
- Jerry Orbach

P
- Al Pacino
- Geraldine Page
- Harrison Page
- Chazz Palminteri
- Estelle Parsons
- Will Patton
- Arthur Penn
- Leo Penn
- Sean Penn
- George Peppard
- Anthony Perkins
- Felton Perry
- Nehemiah Persoff
- Lenka Peterson

- Sydney Pollack
- Sidney Poitier
- Barry Primus
- William Prince
- Andrew Prine

Q
- Anthony Quinn

R
- Robert Redford
- Robert Reed
- Frances Reid
- Lee Remick
- Peter Mark Richman
- Martin Ritt
- Jerome Robbins
- Doris Roberts
- Eric Roberts
- Julia Roberts
- Cliff Robertson
- Mickey Rourke
- Mark Rydell

S
- Eva Marie Saint
- Gene Saks
- Jaime Sánchez
- Ron Silver
- Lois Smith
- Anna Sokolow
- Felix Solis
- Sissy Spacek
- Kevin Spacey
- Kim Stanley
- Maureen Stapleton
- Rod Steiger
- Dean Stockwell
- Eric Stoltz
- Beatrice Straight
- Lee Strasberg
- Maxine Stuart
- Inga Swenson

T
- Marlo Thomas
- Rip Torn

V
- Joan Van Ark
- Jo Van Fleet
- Diane Varsi
- Jon Voight

W
- Ralph Waite
- Robert Walden
- Christopher Walken
- Eli Wallach
- Ray Walston
- Lesley Ann Warren
- David Wayne
- Dennis Weaver
- Peter Weller
- James Whitmore
- Dianne Wiest
- Collin Wilcox
- Gene Wilder
- Cindy Williams
- Robin Williams
- Tennessee Williams
- Paul Winfield
- Shelley Winters
- Joanne Woodward

Y
- Burt Young